# مخروطي المئبر
مخروطي المئبر (الاسم العلمي: Conandron)، جنس نباتات تتكون من ثلاث أنواع صغيرة تزيينية معمرة وجبلية، موطنها اليابان وتايوان. يأتي الاسم العلمي من اليونانية، وتعني «مئبر مخروطي الشكل». هي نباتات عشبية بلا جذع تقريبًا مع جذر أملس مجعد، وأوراقها مجنحة كثيفة، سطح الورق مسامي طولها حوالي 6 بوصات. تزهر في الصيف، حيث تنبثق السيقان المزهرة المنتصبة من الأرض وتحمل العديد من الأزهار الجميلة وذات الألوان الأرجوانية والأبيض على شكل نجمة مع لون أرجواني زاهي في المنتصف.

## الأنواع
Conandron minor

Conandron ramondiodes

Conandron rhynchotechioides